# Olbrüki
Olbrüki (deutsch: Olbrück) war ein erbliches Rittergut an der Ostküste der Halbinsel Sworbe in der Gemeinde Saaremaa und gehörte zur estnischen Insel Ösel. Es umfasste Hofland, Bauernland, 3 Beigüter Zerell, Koltz und Pödra und 2 Dörfer. Der Olbrückkomplex entstand im 19. Jahrhundert, als die genannten Güter 1874 in den Besitz der Familie von Ekesparre übergingen. Der letzte Besitzer bis 1919 war Oskar von Ekesparre. Olbrück war nur der gemeinsame Name für die bis zur Enteignung 1920 selbständigen Gutseinheiten.
und war Bestandteil des Kirchspiels Jamma im Ösel im historischen Landkreises Kreis Saare. Zum Kirchspiel gehörten 8 Güter, 1 Pastorat, 3 Rittergüter mit 3 Beigütern und 1 Staatsgut.